# Titanatemnus congicus
Titanatemnus congicus är en spindeldjursart som beskrevs av Beier 1932. Titanatemnus congicus ingår i släktet Titanatemnus och familjen Atemnidae. Inga underarter finns listade i Catalogue of Life.